# Schoenomyzina emdeni
Schoenomyzina emdeni är en tvåvingeart som beskrevs av Willi Hennig 1955. Schoenomyzina emdeni ingår i släktet Schoenomyzina och familjen husflugor.
Artens utbredningsområde är Juan Fernández-öarna. Inga underarter finns listade i Catalogue of Life.